# Малики (Кременчугский район)
Малики (укр. Малики) — село,
Кобелячковский сельский совет,
Кременчугский район,
Полтавская область,
Украина.
Код КОАТУУ — 5322481904. Население по переписи 2001 года составляло 84 человека.

## Географическое положение
Село Малики находится в 3-х км от правого берега реки Сухой Кобелячек,
в 2-х км от села Кобелячек.

## История
Село Малики образованы из хуторов Малики (Малыки) 1 и 2 го до 35 года и хутора Носуля  (Носули, Маликовские) после 1945 года